# Lussan (Gard)
Lussan – miejscowość i gmina we Francji, w regionie Oksytania, w departamencie Gard.
Według danych na rok 1990 gminę zamieszkiwało 357 osób, a gęstość zaludnienia wynosiła 8 osób/km² (wśród 1545 gmin Langwedocji-Roussillon Lussan plasuje się na 590. miejscu pod względem liczby ludności, natomiast pod względem powierzchni na miejscu 74.).